# Poiana richardsonii
Poiana richardsonii är en däggdjursart som först beskrevs av Thomson 1842.  Poiana richardsonii ingår i släktet Afrikanska linsanger och familjen viverrider.
Detta rovdjur förekommer i centrala Afrika. Utbredningsområdet sträcker sig från centrala Kamerun och västra Kongo-Kinshasa österut till västra Uganda och västra Rwanda. Arten finns även på ön Bioko i Guineabukten. Habitatet utgörs av skogar där djuret klättrar i växtligheten.
Individerna blir 33 till 38 cm långa (huvud och bål), har en 35 till 40 cm lång svans och väger 500 till 700 g. Pälsen har en gul- till rödbrun grundfärg. På kroppen finns många svartbruna fläckar i olika storlek. De bildar på halsen samt ibland nära ryggens topp linjer. Annars är fläckarna oregelbunden fördelad. Nosen, halsen och undersidan är täckta av ljusgrå päls. En mörk linje på ryggens topp är vanligen smal eller saknas helt. Svansens grundfärg är vanligen ljusare än på andra kroppsdelar och på den finns 9 till 14 smala mörka ringar.
Poiana richardsonii jagar olika smådjur som gnagare, fåglar eller insekter. Ibland äter den grönsaksliknande växtdelar, men inga frukter. Individerna är aktiva på natten och vilar på dagen i självgrävda bon av växtdelar. Det förekommer ensamlevande djur, par och mindre familjegrupper som delar boet. Troligen markerar de sitt levnadsområde med vätska från analkörtlarna. Uppskattningsvis förekommer en eller två kullar per år med 2 till 3 ungar.
Arten jagas för pälsens skull och som bushmeat. Skogsavverkningar kan påverka rovdjurets bestånd. Utbredningsområdet är däremot stort och Poiana richardsonii är inte sällsynt. IUCN kategoriserar arten globalt som livskraftig.

## Underarter
Arten delas in i följande underarter:
- P. r. richardsonii
- P. r. ochracea